# Tyrannopsis sulphurea
El tirano palmero  (Tyrannopsis sulphurea), también denominado atrapamoscas sulfuroso (en Venezuela), mosquero azufrado (en Ecuador y Perú) o sirirí colimocho (en Colombia), es una especie de ave paseriforme de la familia Tyrannidae la única especie del género Tyrannopsis. Es nativo de América del Sur en la cuenca del Amazonas y el escudo guayanés.

## Distribución y hábitat
Se distribuye desde el este de Colombia (al sur desde Meta y Vaupés), este y sur de Venezuela (sureste de Sucre al sur hasta Delta Amacuro, Bolívar y Amazonas), Trinidad, Guyana, Surinam y Guayana francesa, al sur hasta el este de Ecuador (primariamente río Napo y río Aguarico, pero seguramente más extendida), este de Perú (Loreto, Ucayali, registrada también en Madre de Dios), extremo noroeste de Bolivia  (Pando), y Amazonia en Brasil (al este hasta Maranhão, al sur hasta Rondônia, sur de Mato Grosso, Goiás y Tocantins).
Esta especie es considerada poco común y local en su hábitat natural: las áreas donde abunda la palma de moriche Mauritia flexuosa, como las zonas inundables del bosque húmedo y las riberas de los ríos, a menos de 900 m de altitud.

## Descripción
Mide 19 a 20 cm de longitud y pesa en promedio 54 g. La cabeza y el cuello son de color gris oscuro y tiene una lista pileal amarilla oculta. La parte anterior del cuello luce como un babero blanco. El pecho y el vientre son amarillos. Presenta tintes oliváceos a los costados del pecho.  El dorso es castaño oliváceo, las alas y la cola marrón oscuro.

## Comportamiento

### Alimentación
Se alimenta principalmente de insectos que atrapa en vuelo tras esperar atentamente su paso en lo alto de una palma. También come bayas.

### Reproducción
Construye el nido en la copa de una palma de moriche, con forma de cuenco. La hembra pone dos huevos color crema, con manchas marrones.

## Sistemática

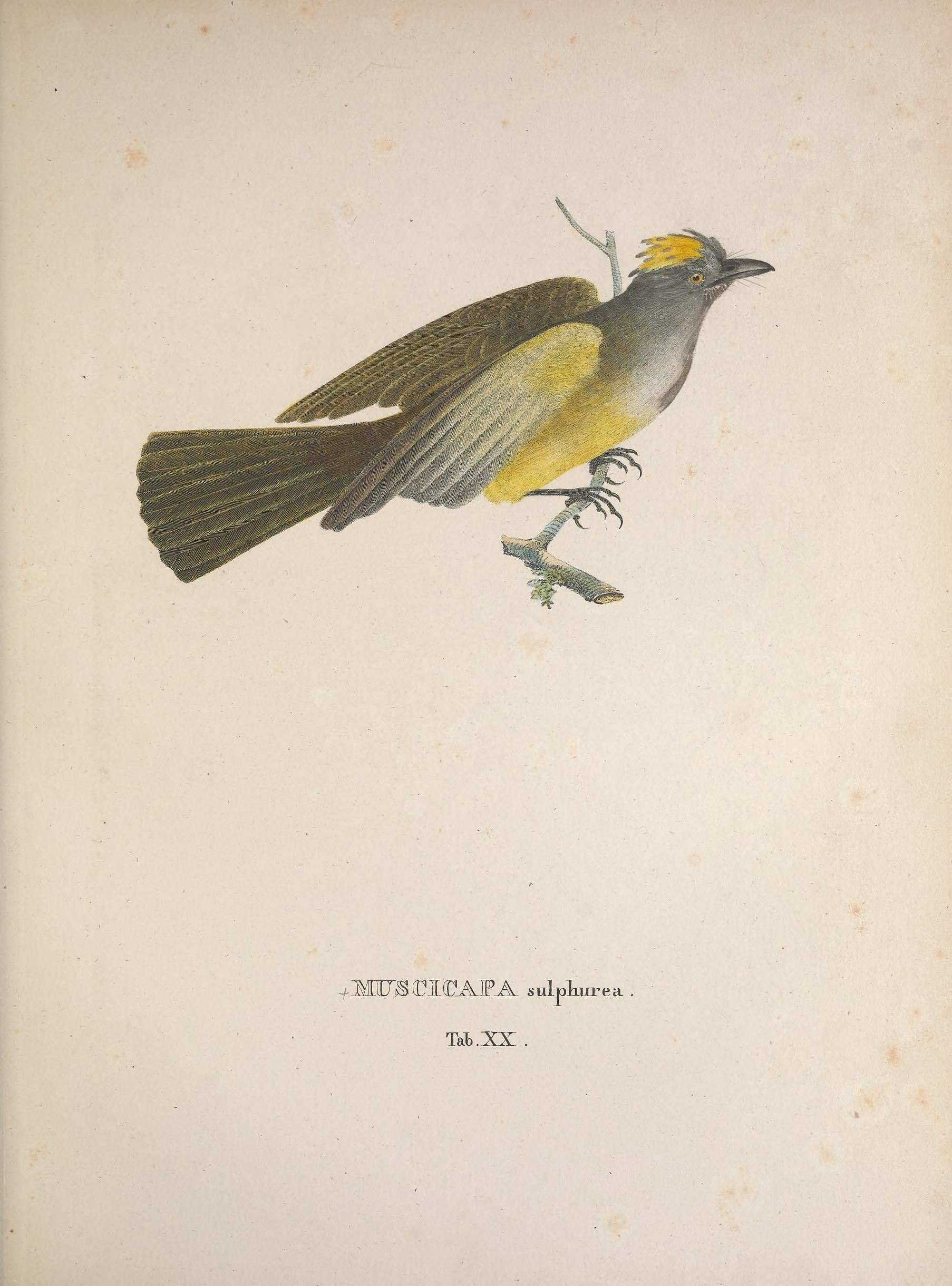
Tyrannopsis sulphurea, ilustración de Matthias Schmidt para Spix Avium Species Novae, 1824-1825.

### Descripción original
La especie T. sulphurea fue descrita por primera vez por el naturalista alemán Johann Baptist von Spix en 1825 bajo el nombre científico Muscicapa sulphurea; la localidad tipo es «Manaus, Río Negro, Brasil».
El género Tyrannopsis fue descrito por el ornitólogo estadounidense Robert Ridgway en 1905, con especie tipo Muscicapa sulphurea.

### Etimología
El nombre genérico femenino «Tyrannopsis» es una combinación del género Tyrannus, que en griego significa ‘tirano’, ‘cacique’, ‘déspota’, con la palabra «opsis» que significa ‘apariencia’; y el nombre de la especie «sulphurea», proviene del latín «sulphureus» que significa ‘azufre’, ‘de color de azufre’.

### Taxonomía
Por mucho tiempo fue considerada pariente cercana a Myiozetetes con base en el plumaje. Evidencias más recientes, principalmente relativas a morfología, arquitectura del nido y secuenciamiento molecular indican una afinidad cercana con Megarynchus; los datos moleculares también proveen evidencias conflictantes pero razonablemente débiles de que los dos serían un grupo-hermano de Conopias, o basal a un grupo incluyendo Conopias como hermano a un clado bien soportado conteniendo Empidonomus, Griseotyrannus y Tyrannus. Son necesarios datos secuenciales adicionales para resolver las verdaderas afinidades de estos taxones. Es monotípica.
Los amplios estudios genético-moleculares realizados por Tello et al. (2009) descubrieron una cantidad de relaciones novedosas dentro de la familia Tyrannidae que todavía no están reflejadas en la mayoría de las clasificaciones. Siguiendo estos estudios, Ohlson et al. (2013) propusieron dividir Tyrannidae en cinco familias. Según el ordenamiento propuesto, Tyrannopsis permanece en Tyrannidae, en una subfamilia Tyranninae Vigors, 1825, en una tribu Tyrannini Vigors, 1825, junto a Pitangus, Philohydor, Machetornis, Conopias (provisionalmente), Megarynchus, Myiodynastes, Myiozetetes, Phelpsia (provisionalmente), Empidonomus, Griseotyrannus y Tyrannus.